# هولمز چپل
هولمز چپل (به انگلیسی: Holmes Chapel) یک روستا و محله مدنی در بریتانیا است که در چشر شرقی واقع شده‌است. هولمز چپل ۵٬۶۶۹ نفر جمعیت دارد.